# Dactylorhiza guilhotii
Dactylorhiza guilhotii är en orkidéart som först beskrevs av E.G.Camus, och fick sitt nu gällande namn av Ined.. Dactylorhiza guilhotii ingår i Handnyckelsläktet som ingår i familjen orkidéer. Inga underarter finns listade i Catalogue of Life.